# ناصر العنزي (لاعب كرة قدم)
ناصر عيسى العنزي (مواليد 17 يناير 2000) هو لاعب كرة قدم قطري يلعب مع نادي معيذر كمهاجم.

## مسيرة اللاعب
لعب في نادي الغرافة ونادي معيذر.